# Giussano
Giussano är en ort och kommun i provinsen Monza e Brianza i regionen Lombardiet i Italien. Kommunen hade 26 066 invånare (2018).